# Сингели
Синге́ли (тат. Сиңгел) — село в Лаишевском районе Республики Татарстан, в составе Рождественского сельского поселения.

## География
Село находится в 1 км от Куйбышевского водохранилища, в 15 км к западу от районного центра, города Лаишево.

## История
Село Сингели (также было известно под названием Сенгиль) упоминается в первоисточниках с 1565-1568 годов.
Во второй половине XVI века писцовые книги Казанского уезда фиксируют в селении проживание служилых и ясачных татар. Располагалось селение смежно пустоши Укречь-Култук.
В сословном отношении, вплоть до 1860-х годов жителей села причисляли к государственным крестьянам. Их основными занятиями в то время были земледелие, скотоводство.
По сведениям из первоисточников, в начале XX столетия в селе действовали мечеть, медресе.
С 1931 года в селе работали коллективные сельскохозяйственные предприятия.
Административно, до 1920 года село относилось к Лаишевскому уезду Казанской губернии, с 1920 года — к Лаишевскому кантону, с 1927 года (с перерывом) — к Лаишевскому району Татарстана.

## Население
Динамика
По данным переписей, население села увеличивалось с 56 душ мужского пола в 1782 году до 1437 человек в 1926 году. В последующие годы численность населения села уменьшалась и в 2017 году составила 220 человек.
| 2002 |
| ---- |
| 236  |

Национальный состав
Согласно результатам переписи 2002 года, в национальной структуре населения села татары составляли 100% из 237 человек .

## Экономика
Жители занимаются молочным скотоводством.

## Объекты образования и культуры
В селе действуют средняя школа, клуб и библиотека.

## Религиозные объекты
Мечеть.

## Известные уроженцы
Д. К. Сабирова (1944–2015) — историк, доктор исторических наук, профессор, заслуженный деятель науки РТ.